# Diyoraxon Xabibullayeva
Diyoraxon Poʻlat qizi Xabibullayeva, in den Medien aber zumeist nur Diyora Xabibullayeva genannt (usbekisch Diyoraxon Habibullayeva; * 15. September 1999 in Sayxunobod) ist eine usbekische Fußballspielerin.

## Karriere

### Klub
Auf Klubebene ist sie derzeit für den FK Soʻgʻdiyona Jizzax aktiv.

### Nationalmannschaft
Mit der usbekischen U20 nahm sie an der Asienmeisterschaft 2017 teil und erzielte hier drei Tore.
Ihre ersten bekannten Spiele in der usbekischen A-Nationalmannschaft hatte sie im Jahr 2018, wo sie mit ihrer Mannschaft an der Zentralasienmeisterschaft 2018 teilnahm. Am Ende gewann sie mit ihrer Mannschaft hier auch den Titel, zu diesem Titelgewinn trug sie selbst auch fünf Tore bei. Da sie mit ihrem Team die Qualifikation für die Asienmeisterschaft 2022 verpasste, war sie erst wieder bei der Zentralasienmeisterschaft 2022 mit ihrer Mannschaft bei einem größeren Turnier vertreten, im Vergleich zur letzten Ausgabe des Turniers, gelang ihr hier jedoch nur ein Treffer.